# Triatominae
Sous-famille
Les Triatominae sont une sous-famille d'insectes hétéroptères (punaises) de la famille des Reduviidae. La plupart des 150 espèces ou plus de cette sous-famille sont hématophages (c.-à-d. s'alimentent de sang). Elles parasitent généralement des vertébrés. Quelques espèces (très peu) s'alimentent de l'hémolymphe d'autres insectes. Ces punaises partagent souvent l'abri (terrier, nid) des vertébrés qu'ils parasitent.
Toutes les espèces connues de Triatominae peuvent potentiellement transmettre Trypanosoma cruzi, un protozoaire parasite responsable de la maladie de Chagas. Cependant, dans les régions où cette maladie est endémique (du Sud des États-Unis au Nord de l'Argentine), seules quelques espèces (telles que Triatoma infestans et Rhodnius prolixus) sont bien adaptées à la vie avec les humains et considérées comme vectrices importantes de la maladie de Chagas pour l'Homme.

## Morphologie

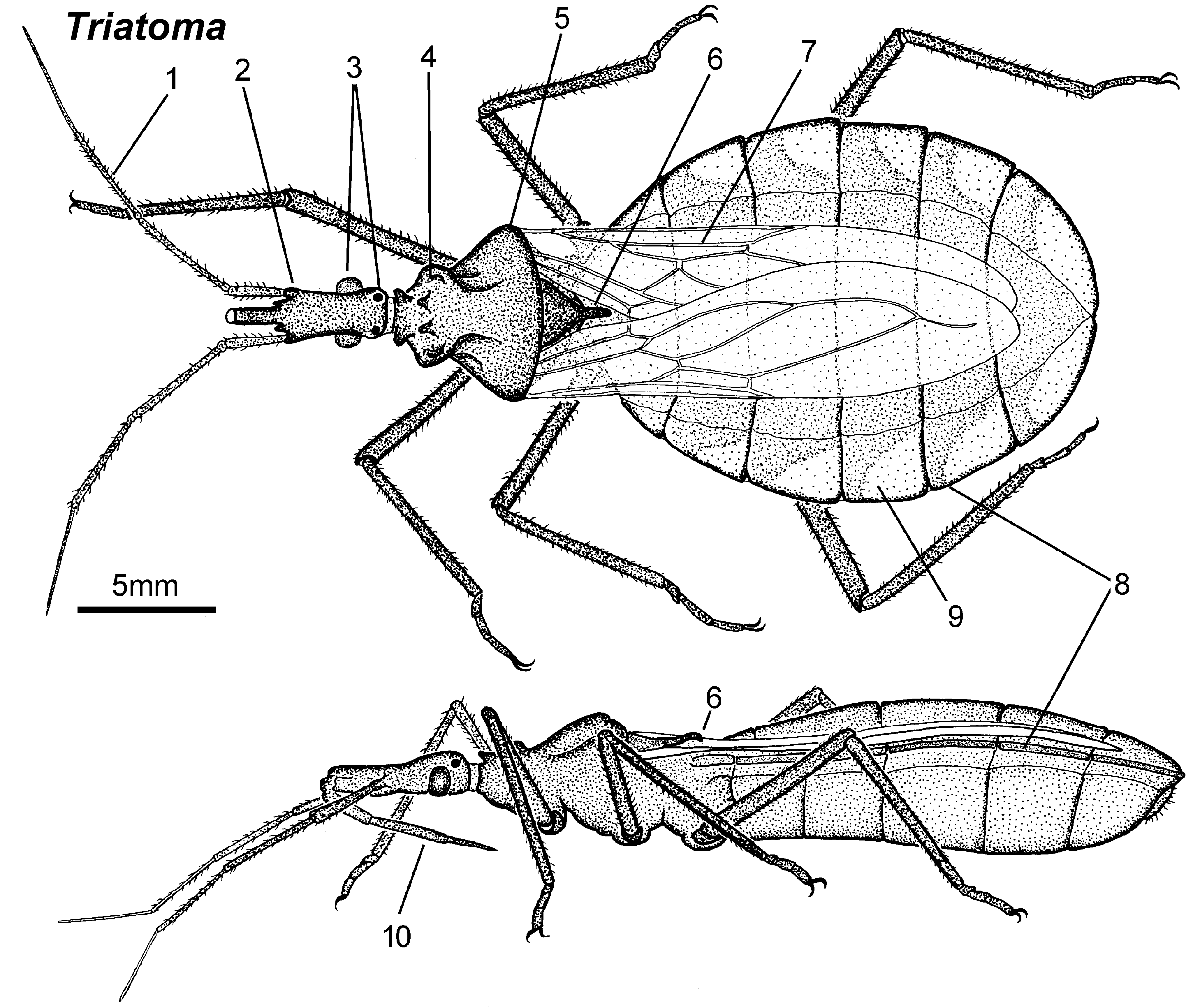
Vues dorsale et latérale : 1- Antenne. 2- Base de l'antenne 3- Paire d'yeux composés et paire d'ocelles. 4- Thorax avec 5- Pronotum et 6- Scutellum. 7- Deux paires d'ailes. 8- Connexivum. 9- Abdomen. 10- Proboscis.

### Adulte
Les Triatominae sont des punaises en général de grande taille : plus de 12 mm (l'espèce la plus grande Dipetalogaster maxima pouvant atteindre les 4 cm), mais il existe des espèces de moins de 12 mm (5 mm pour la plus petite du genre Alberprosenia). Ces punaises sont de couleur brune ou noire avec des ornements rouges, jaunes ou orangés. Elles ont une forme longiligne par allongement de la tête et de l'abdomen.
La tête, très allongée, porte latéralement une paire de gros yeux composés, et selon l'espèce une paire supplémentaire d'ocelles beaucoup plus petits. Les deux longues antennes, en avant des yeux, sont formées de 4 segments, mais le premier est très petit et non visible à première vue. Les pièces buccales sont constituées d'un labium enserrant des mandibules et des maxilles et d'un proboscis ou rostrum (trompe vulnérante) à trois segments, replié sous la tête. Cette apparence en trois parties (antenne et trompe) est à l'origine du terme Triatominae.
Le thorax, séparé de la tête par un cou, se compose de trois segments, dont seul le premier est visible dorsalement. Ce premier segment est formé en avant d'un pronotum, en forme de trapèze, et en arrière d'un scutellum, de forme triangulaire,.
Les deux autres segments thoraciques sont cachés dorsalement par deux paires d'ailes qui se croisent en ciseaux. La paire antérieure est dite hémélytre (coriace à sa base interne et membraneuse dans sa partie externe), elle sert à protéger la paire postérieure membraneuse (repliée sous elle), non visible et qui se déploie pour le vol,.
Le thorax porte aussi trois paires de longues pattes, terminées par deux griffes. Les triatominae sont des insectes coureurs et accessoirement volants.
L'abdomen est allongé et très aplati chez l'individu à jeun. Sa face dorsale est alors visible en débordant les ailes pour constituer le connexivum (repli latéral de la paroi de l'abdomen aplati). Au cours d'un repas, l'abdomen se dilate verticalement et le connexivum disparait chez l'insecte gorgé.

### Œufs
Les œufs ont une forme ovale de 1,5 à 2,5 mm de long, de couleur variable, blanc au moment de la ponte, puis jaune ou rose foncés selon l'espèce. Ils sont fermés par un opercule formant couvercle à une extrémité,.
Le nombre d'œufs déposés par une femelle varie selon l'espèce, et selon le nombre de repas effectués, de 20 à 200. Le plus souvent, ils sont déposés en lots de 10 à 20 (genre Rhodnius) ou isolément (genre Triatoma). L'embryogenèse dure une dizaine de jours en moyenne, jusqu'à deux mois en conditions défavorables.

### Larves
Les Triatomae se développent en cinq stades larvaires.

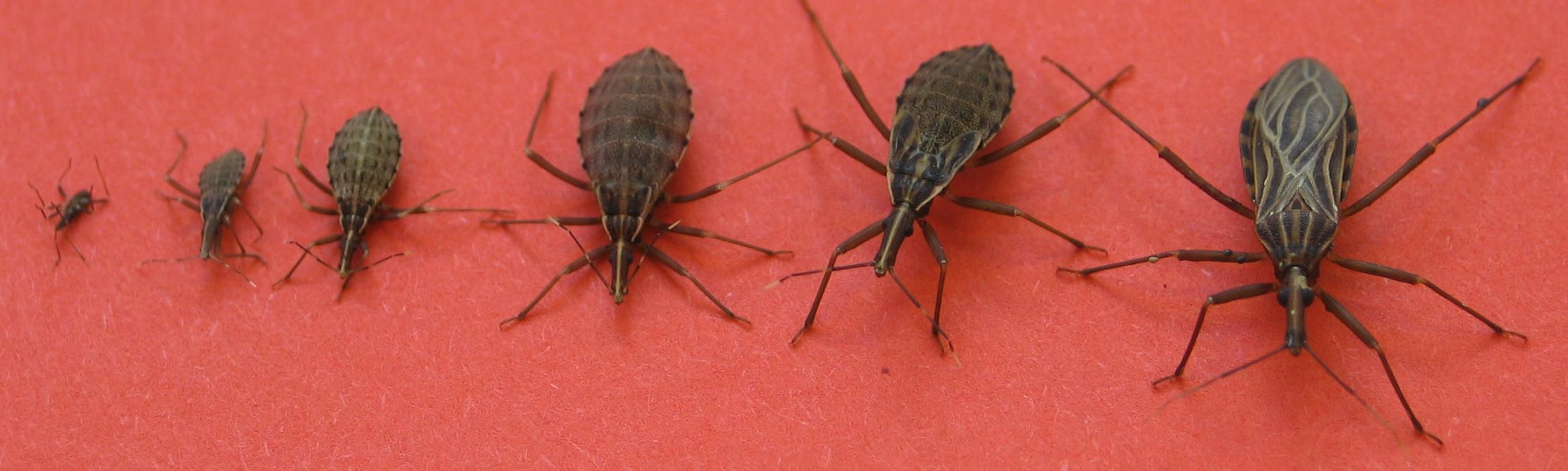
Les cinq stades larvaires de Rhodnius prolixus jusqu'à l'adulte.

Le premier stade est celui qui sort de l'œuf en poussant l'opercule. Il ressemble à l'adulte, mais sans ailes, d'une taille de 2 à 3 mm. Quelques jours après l'éclosion, la larve de premier stade quitte le lieu de ponte pour prendre son premier repas de sang, jusqu'à 8 ou 9 fois son propre poids
Les quatre autres stades larvaires ont tous une morphologie voisine, chaque stade nécessite un repas de sang au moins. Si la quantité de sang est insuffisante, la mue est retardée et la croissance se ralentit. Aux deux derniers stades, les ébauches d'ailes deviennent visibles,.
La durée d'un cycle de l'œuf à l'adulte est de quelques mois à deux ans, selon l'espèce et les conditions extérieures (disponibilité en sang, température…).

## Répartition

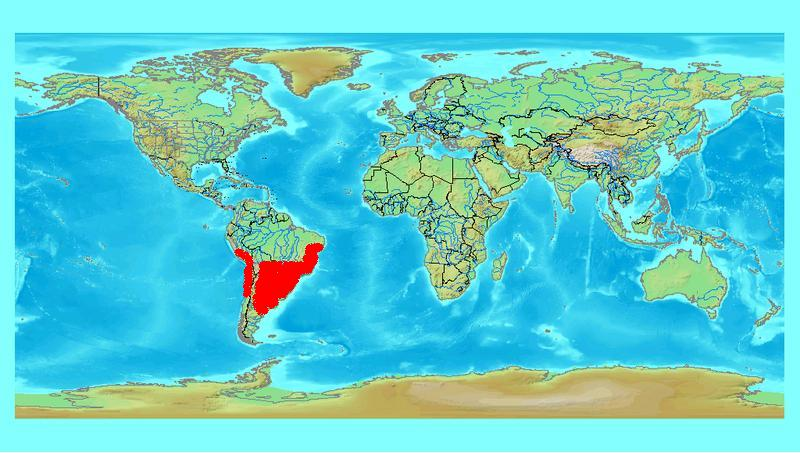
Répartition de Triatoma infestans, le vecteur majeur de la maladie de Chagas. Probablement originaire de Bolivie, sa répartition en deux populations séparées par la Cordillère des Andes serait le résultat d'un transport passif par l'Homme lors du développement économique du sous-continent au XIXe siècle.

Les 157 espèces inventoriées en 2021 se rencontrent presque exclusivement dans le Nouveau Monde, surtout en Amérique centrale, en Amérique du Sud et dans l'arc antillais.
Quelques espèces sont recensées dans l'Ancien Monde : six ou sept du genre Linshcosteus sont endémiques en Inde, huit autres du genre Triatoma, se rencontrent principalement en Asie orientale, l'espèce T. rubrofasciata est signalée dans les régions côtières tropicales et subtropicales de tous les continents, sauf l'Australie.

## Taxonomie
La sous-famille des triatominae compte 157 espèces en 2021, dont trois fossiles. Elles sont classées en cinq tribus et 18 genres.
- Alberproseniini : 

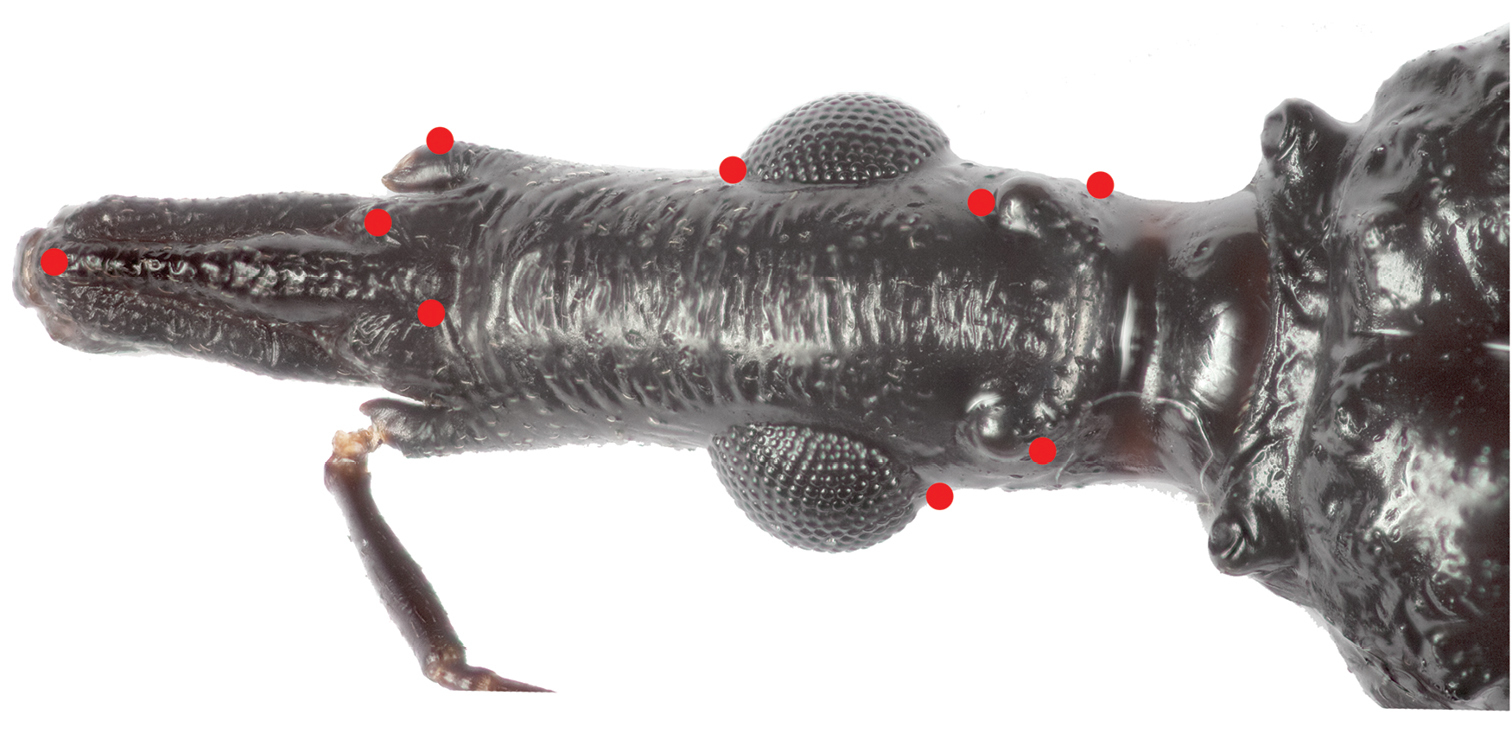
Repères morphométriques de la tête, servant à déterminer l'espèce (ici Triatoma mopan).

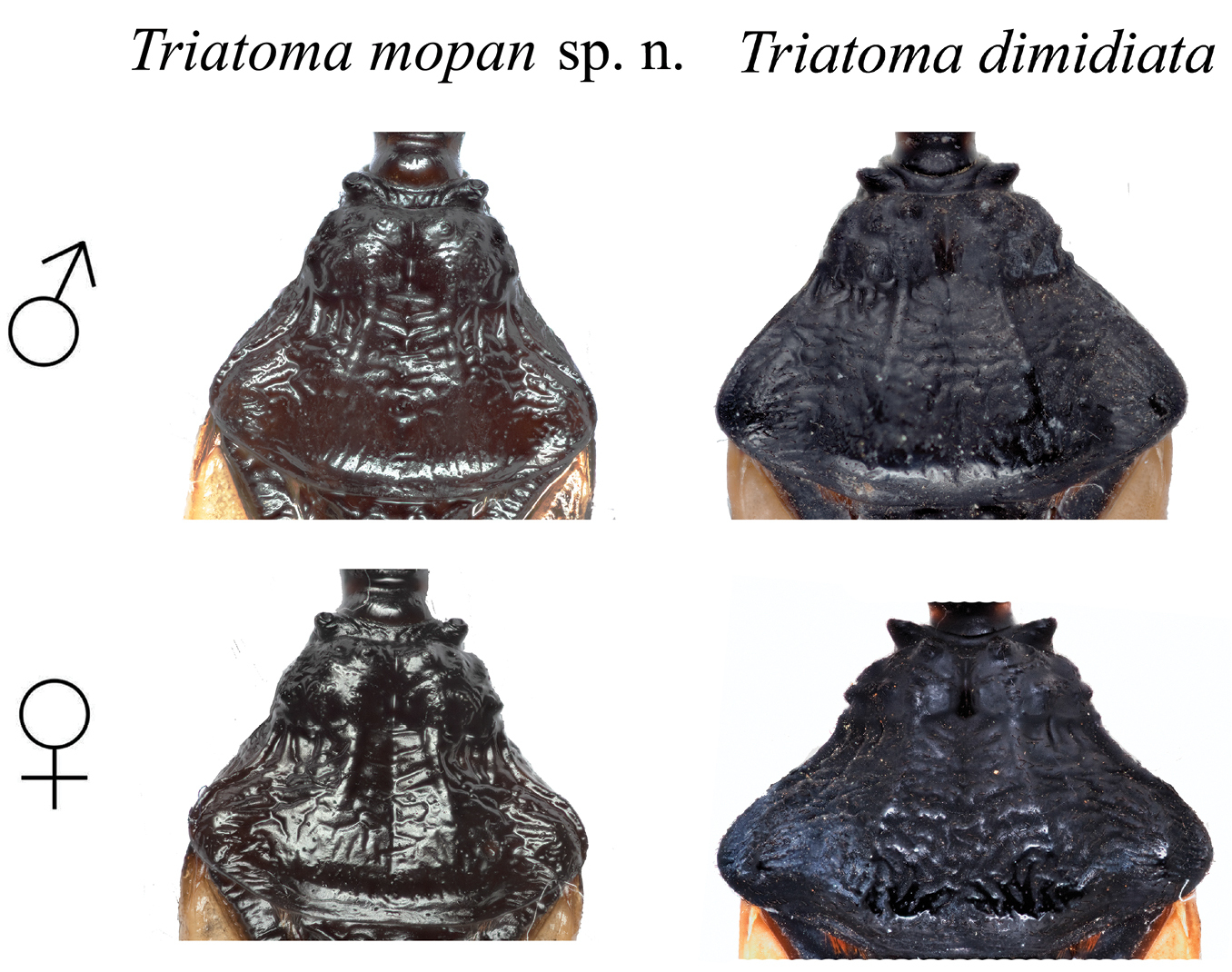
Idem pour le pronotum du thorax.

  - Alberprosenia 2 espèces sauvages, l'une au Vénézuela, l'autre au Brésil, parasite les reptiles (lézards et serpents)[1].
- Bolboderini espèces de petite taille (moins de 12 mm), parasite les animaux domestiques[1]:
  - Belminus 9
  - Bolbodera 1
  - Microtriatoma 2
  - Parabelminus 2
- Cavernicolini pas d'importance épidémiologique connue[1] :
  - ::Cavernicola 2
- Rhodniini espèces arboricoles[1]:
  - Psammolestes 3
  - Rhodnius 21 espèces, vecteurs importants, démontrés ou potentiels.
- Triatomini Ensemble complexe, probablement non monophylétique[1]
  - Dipetalogaster 1
  - Eratyrus 2
  - Hermanlentia 1
  - Linshcosteus 6
  - Mepraia 2
  - Nesotriatoma 3
  - Panstrongylus 15 espèces, vecteurs importants.
  - Paleotriatoma 1
  - Paratriatoma 2
  - Triatoma 81 espèces, vecteurs importants.

Note: pour la liste complète des espèces, voir. Il existe dans cette classification plus de 190 synonymes. Pour l'histoire de cette classification, voir la dernière section en fin d'article.

## Biologie desTriatominae

### Habitat
Les stades larvaires de triatominae et les adultes sont hématophages, à tous les stades. Ils ont besoin d'un environnement stable et protégé où ils ont un comportement grégaire, avec un accès facile à des hôtes pour se nourrir de leur sang.

Habitat rural traditionnel (rancho) en Colombie, photographié en 1899 par Frank G. Carpenter.

La plupart des espèces sauvages sont associés à des nids de vertébrés forestiers ; elles sont dites  « sylvatiques ». Pour les espèces arboricoles, il s'agit de nids d'oiseaux, d'arbres creux avec les chauves-souris, de plantes aux feuilles engainantes (broméliacées) avec les paresseux et les opposums. Dans d'autres cas, il s'agit d'abris sous pierre, des terriers de petits mammifères, rongeurs et tatous.
Un petit nombre d'espèces (5 % environ du total des espèces connues) vivent dans les habitations humaines, elles sont dites « domestiques ». D'autres vivent à proximité  dans les abris d'animaux domestiques (niches, poulaillers...), ces espèces sont dites  « péridomestiques ». En Amérique latine, il s'agit surtout d'un habitat rural pauvre : présence humaine permanente (pour accès facile au sang), murs en torchis et toit de chaume (abris faciles pour pondre).
Ces dénominations (espèces sylvatiques, péridomestiques et domestiques) ne reflètent pas forcément une réalité biologique, il s'agit plutôt de caractères écologiques, où une espèce peut franchir ses frontières « naturelles » (celles qui existaient avant anthropisation). De nombreuses espèces « sylvatiques » sont supposées avoir un comportement qui évolue vers une « semi-domestication » lors des modifications de milieu (déforestation, diminution de la biodiversité par disparition des hôtes sauvages…),.
Selon Dujardin, cette évolution vers l'habitat humain se ferait en trois étapes : 1) l'intrusion par visite d'individus adultes sauvages attirés par la lumière ou transportés par un animal domestique 2) la domiciliation, présence d'œufs et de larves dans l'habitat humain 3) la domestication : formation de colonies permanentes avec expansion territoriale liée aux activités humaines.
Dans cet exode lié à l'Homme, une espèce domestique peut entrer en compétition avec une autre. Par exemple Triatoma infestans, une fois arrivée au centre du Brésil, a provoqué le déplacement de l'espèce domestique locale Panstrongylus megistus vers son habitat sylvestre d'origine.

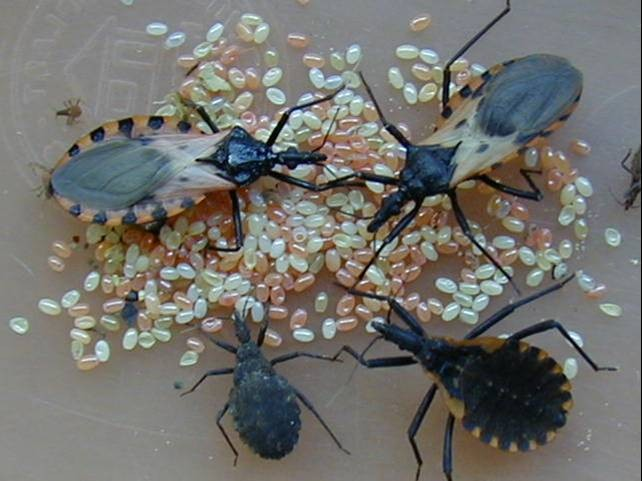
Triatoma dimidiata, des œufs aux adultes.

### Accouplement et ponte
La copulation des triatominae n'est pas traumatique comme celle des punaises de lit. Elle se fait en position dorso-latérale du mâle sur la femelle et dure 5 à 15 min.
Les œufs pondus sont collants et adhèrent au substrat (dispersion passive possible). La fertilité des femelles dépend de la densité de la population de triatominae (la femelle pond d'autant plus que la densité de la population est faible) et de la quantité de sang disponible (la femelle pond d'autant moins que cette quantité est faible).

### Hématophagie
La plupart des espèces de triatominae (tous les stades et les deux sexes) se nourrissent de sang de vertébrés. Quelques espèces de différents genres peuvent se nourrir de l'hémolymphe d'autres insectes (blattes).
Il n'y a pas ou peu de spécificités d'hôtes. Quelques genres peuvent avoir une préférence pour certains oiseaux ou certains rongeurs.
La piqûre n'est pas douloureuse pour l'Homme, elle peut affecter tous les points du corps, mais comme elle s'effectue la nuit chez le dormeur, les parties découvertes (bras, visage…) sont les plus souvent atteintes d'où l'appellation populaire des triatominae en anglais, kissing bugs ou « punaises du baiser ».
Le temps du repas varie selon l'espèce, le stade et l'individu, de 5 min à plus d'une heure. Si l'alimentation manque, les triatominae peuvent résister au jeûne plusieurs mois, les adultes ailés s'envolent à la recherche de nouveaux hôtes et de nouveaux abris.

### Rapports avec l'hôte

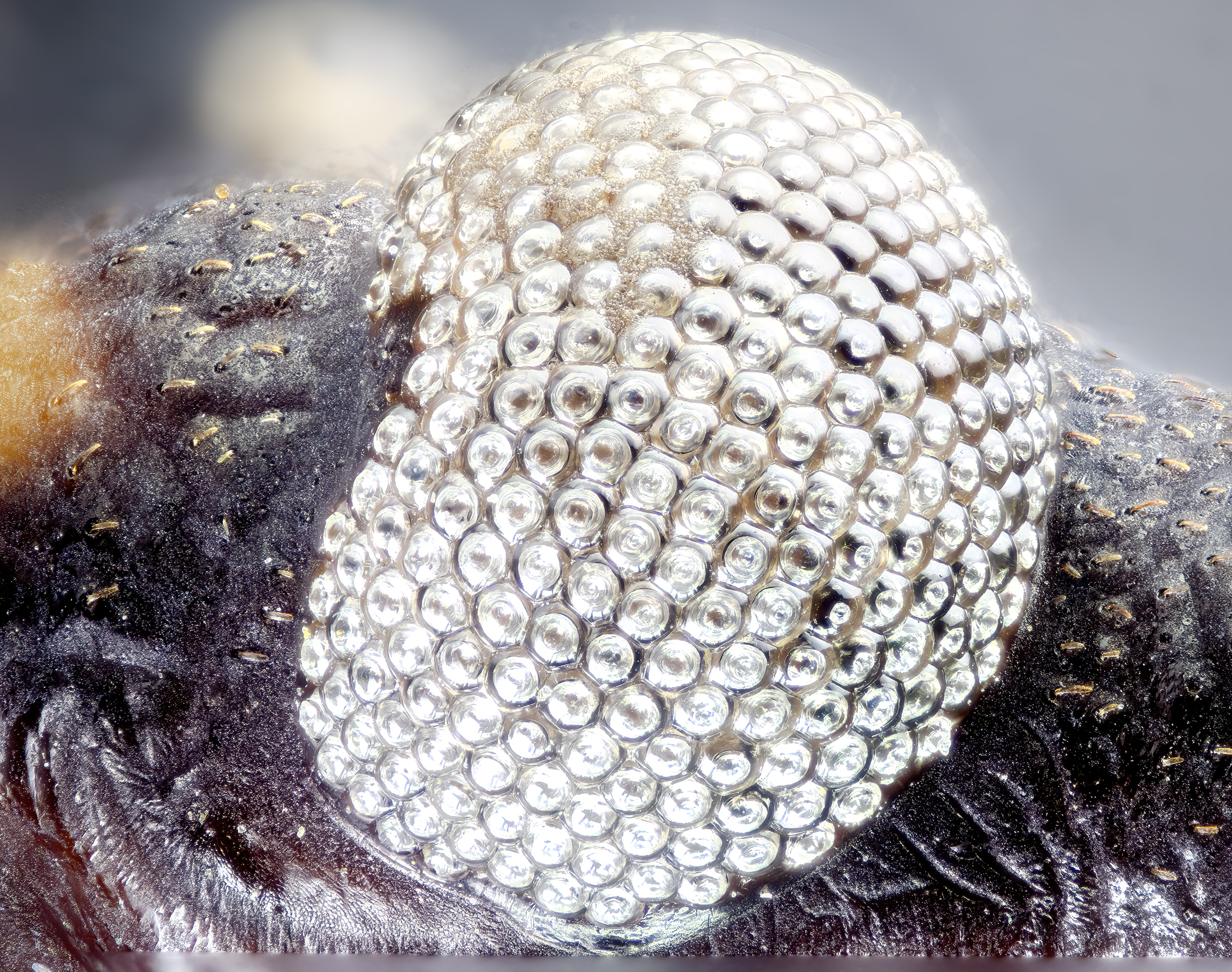
Œil composé de Triotoma infestans.

La plupart des triatomes passent la journée groupées et cachées dans leur refuges (sous-toitures, anfractuosité des murs ou du sol) pendant la journée et la recherche de sang pendant la nuit quand l'hôte est endormi et l'air est plus frais.
Les odeurs et la chaleur guident ces insectes vers leur hôte, de même que le dioxyde de carbone émanant de la respiration, ainsi que l'ammoniac, les amines à chaîne courte et les acides carboxyliques de la peau, les cheveux, et les glandes exocrines des animaux vertébrés, sont parmi les substances volatiles qui attirent les triatomes. La vision est également utilisée pour l'orientation : la nuit, les adultes de diverses espèces volent dans les maisons attirés par l'éclairage artificiel. Il existe aussi une mécanoréception, comme la sensibilité aux vibrations. Tous ces processus sensoriels sont désormais étudiés à l'échelle biomoléculaire.
Comme d'autres groupes de punaises, les adultes de triatomes produisent une odeur piquante et désagréable (acide isobutyrique) quand on les dérange. Elles sont aussi capables de produire un son particulier (stridulation).

### Dispersion

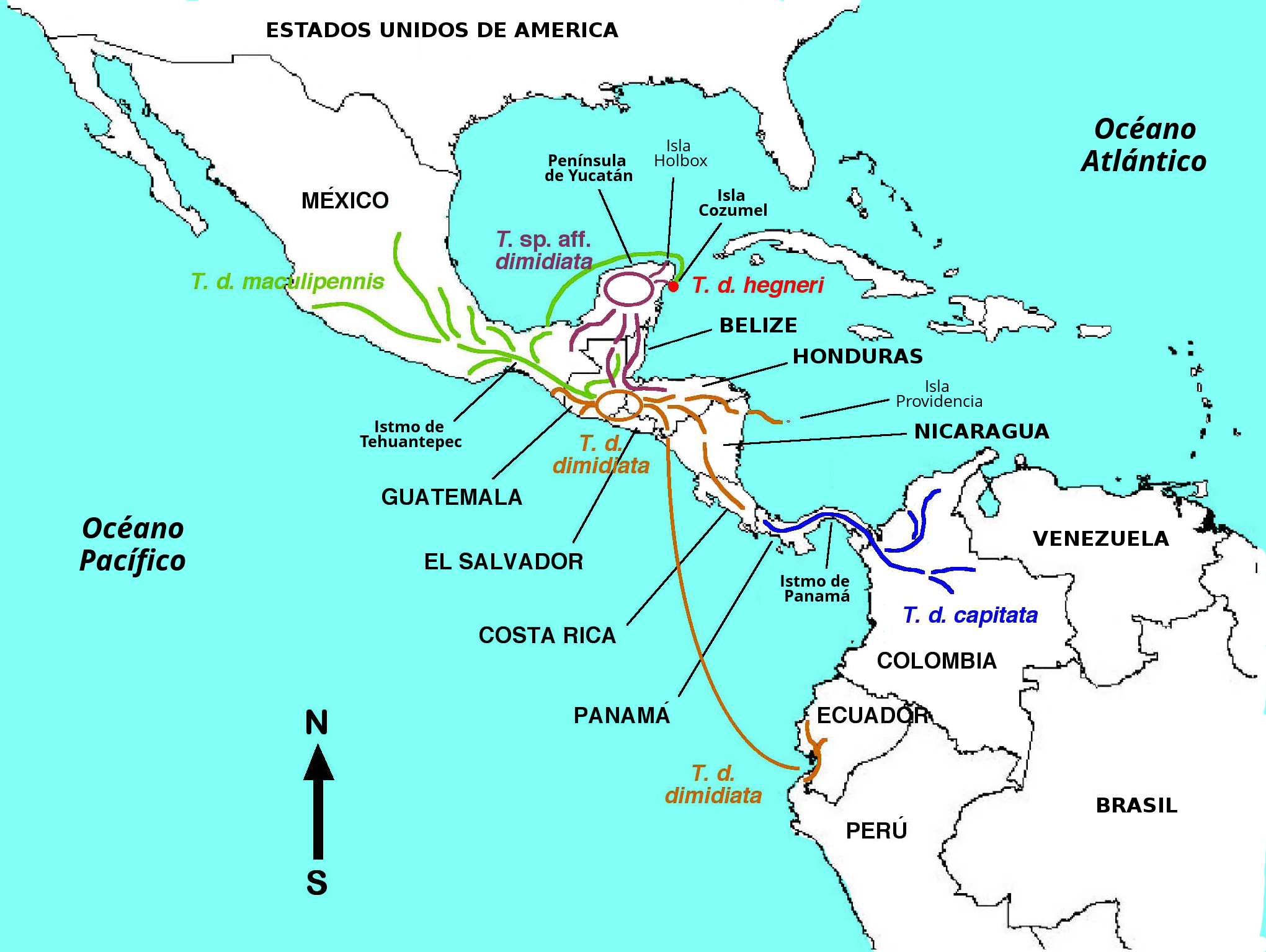
Expansion passive de Triatoma dimidiata en Amérique centrale, à partir de l'Équateur et de la Colombie.

Un triatome surpris ne s'envole pas comme une mouche, il se déplace en courant ou il fait le mort. Le vol est le résultat d'une préparation à la suite d'un manque de nourriture (densité de population trop grande par rapport aux hôtes disponibles).
Le vol est aléatoire au début, puis le triatome est attiré par la chaleur et la lumière. C'est le plus souvent un vol nocturne en dehors des pluies. Les mâles seraient mieux adaptés au vol que les femelles. La distance de vol pour T. infestans est de l'ordre de quelques centaines de m à quelques km.
Les grandes conquêtes territoriales se font par dispersion passive, notamment d'œufs gluants. Il semble que les grandes espèces domestiques connues (celles qui transmettent la maladie de Chagas) se soient étendues par transport passif au cours des activités humaines, plutôt que par oiseaux migrateurs.

## Infestation
Les infestations de Triatominae affectent surtout les logements vétustes ou riches en cachettes pour l'insecte. 
On peut reconnaître la présence de Triatominae dans une maison par la présence d'excréments, d'exuvies, d'œufs, et des individus eux-mêmes, à tous les stades de développement (seul l'adulte pouvant voler). Les œufs sont blanchâtres ou rosés. Ils peuvent être aperçus dans les crevasses des murs.
Les Triatominae déposent deux types de matières fécales, observables sur les murs des maisons infectées : le premier est blanc et contient de l'acide urique ; l'autre est sombre (noir) contenant l'hème provenant du repas de sang. Après chaque repas de sang, ces insectes sont généralement moins mobiles, et peuvent être facilement identifiés.

## Transmission

### Trypanosoma Cruzi

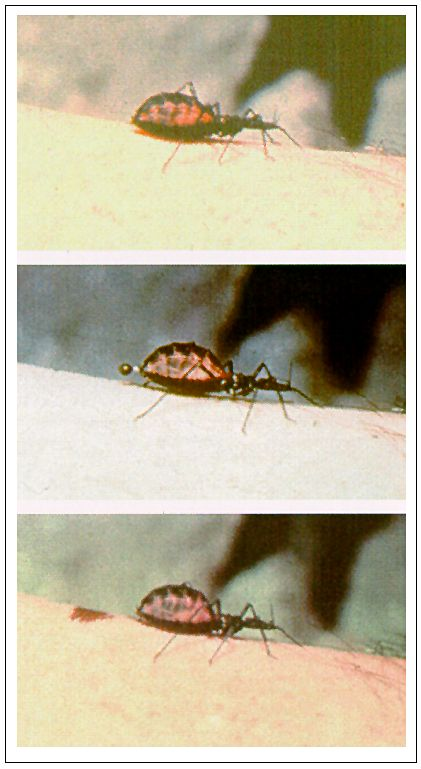
Triatominae, vecteur biologique de la Maladie de Chagas, déposant une goutte d'excréments (mode de contamination de cette maladie).

Tous les triatomes sont potentiellement vecteurs de la maladie de Chagas dont l'agent causal est un protozoaire flagellé, Trypanosoma Cruzi.
Les triatomes se contaminent en ingérant le sang d'un hôte infecté. Le protozoaire T. cruzi se développe exclusivement dans le tube digestif de l'insecte sans jamais aboutir aux pièces buccales ou aux glandes salivaires. La forme infectante de T. cruzi ne se retrouve que dans les fèces,.
La transmission à l'humain ne s'effectue pas lors d'une piqûre directe, mais par l'intermédiaire des déjections de l'insecte qui défèque alors qu'il est encore en train de piquer (le repas durant de longues minutes). T. cruzi présent dans ces déjections pénètre activement  la peau de l'hôte, soit par la lésion de piqûre, par les lésions de grattage, ou par les muqueuses (par exemple cas de l'enfant qui se frotte les yeux ou la bouche). T. cruzi reste infectant très longtemps dans les déjections desséchées et pulvérulentes de triatome,.
Ce mécanisme de transmission parait peu efficace, mais il est compensé par un taux élevé d'infection dans les populations de triatomes (en moyenne, plus de 40 % des populations de Triotoma infestans sont infectés par T. cruzi).
Schématiquement, trois cycles épidémiologiques de T. cruzi sont distingués :
1. un cycle sauvage : à partir d'un réservoir tel que marsupiaux, rongeurs, chauves-souris… L'humain qui s'introduit dans leur milieu peut être contaminé accidentellement par des triatomes, mais ce risque est très faible.
2. un cycle péridomestique : à partir des animaux domestiques et autres qui vivent proches de l'habitat humain, le risque est plus élevé.
3. un cycle domestique : T. cruzi circule entre les triatomes adaptés à l'intérieur des habitations et l'humain. Le risque est maximum, car la transmission se fait d'humain à humain, les triatomes adaptés préférant l'Homme à ses animaux domestiques.

L'importance vectrice d'une espèce de triatome dépend de plusieurs facteurs :
- densité de population (nombre de maisons infestées, et nombre de triatomes par maison),
- taux d'infection (taux de triatomes infectés),
- temps de défécation (les espèces qui défèquent lors de la piqûre sont meilleures vectrices que celles qui défèquent plusieurs jours après).

Aussi, les triatomes d'importance majeure, qui transmettent la maladie de Chagas à l'homme sont presque toujours l'une des 4 espèces suivantes :
- Triatoma infestans
- Rhodnius prolixus
- Triatoma dimidiata
- Triatoma brasiliensis

D'autre part, un mode de transmission alimentaire par contamination de la nourriture et de la boisson par des fèces de triatomes est en discussion. Ce serait le cas notamment lors de la préparation de jus de fruits, de crudités ou de plats insuffisamment cuits.

### Autres
Les autres maladies possibles sont beaucoup moins importantes. Les triatomes, surtout Rhodnius prolixus, peuvent transmettre le trypanosome Trypanosoma rangeli (en) qui infecte des mammifères mais qui est peu ou pas pathogène pour l'humain. Le triatome Triatoma rubrosfaciata peut être infecté en Asie par Trypanosoma conorhini (non pathogène pour l'humain).
Quelques arbovirus ont été isolés de triatomes, mais sans démonstration d'un rôle vecteur efficace.

## Contrôle vectoriel
L'éradication des triatomes de leurs réservoirs sauvages est impossible. Classiquement, l'amélioration de l'habitat reste la principale mesure pratique de prévention de la maladie de Chagas, avec l'utilisation d'insecticides dans et autour du domicile.
Les essais de contrôle des vecteurs débutent dans les années 1940, avec la découverte de nouveaux insecticides, mais l'utilisation du DDT est sans effet sur les triatomes ; plus efficaces paraissent le lindane et le dieldrine, finalement remplacés par les insecticides de type pyréthrinoïdes en application sur des murs cimentés,.
Les premiers programmes nationaux de contrôle ne sont effectifs que dans les années 1960, d'abord au Brésil, en Argentine et au Vénézuela. Si la transmission de la maladie a été considérablement réduite dans ces pays (la prévalence en Amérique latine chute de 20 millions de personnes infectées à 7 millions), la maladie de Chagas reste endémique dans de nombreuses régions d'Amérique latine avec une transmission active.
Dans les années 1990, il apparait que si l'amélioration de l'habitat (avec pulvérisation d'insecticides dans et autour du domicile) est nécessaire, elle n'est pas suffisante à cause des capacités d'adaptation du vecteur.
Les triatomes s'adaptent en changeant de comportement selon leur densité de population. Quand leur densité augmente, les insectes parviennent moins à se nourrir, entrent en compétition entre eux, et défèquent moins : les bons vecteurs deviennent de mauvais vecteurs, et malgré la présence de fortes colonies de triatomes, il y a moins de personnes infectées chez l'habitant. Inversement, dans les conditions de faible densité, un mauvais vecteur peut devenir bon, par exemple lorsqu'un seul spécimen sylvestre pénètre dans une maison, il prendra un repas de sang complet en déféquant sur son hôte, puis en pondant en plus grande quantité.
L'objectif de la lutte antivectorielle n'est donc pas seulement d'éliminer les triatomes de l'habitat, mais d'exercer aussi une surveillance épidémiologique permanente, par exemple des populations qui sont en contact local permanent avec des foyers sylvestres de triatomes.
De même, la réduction de la transmission vectorielle implique une prévention des autres modes de transmission susceptibles de prendre plus d'importance : transmission congénitale (dépistage des femmes enceintes), transmission alimentaire (hygiène de la nourriture et des boissons), transmissions par donneur (de sang, d'organe, de tissu…),, etc.

## Histoire
La taxonomie des triatomes commence en 1773 avec la description d'une punaise par Charles de Geer qu'il nomme « Cimex rubro-fasciatus » (Triatoma rubrofasciata).
Au début du XIXe siècle, Charles Darwin a produit l'une des premières description de l'existence des triatomines en Amérique dans son journal (Journal and Remarks, publié en 1839) :
 Nous avons traversé la Luxan, qui est une rivière de taille considérable, et dont le cours vers la côte est cependant encore très imparfaitement connu. Il est même possible qu'en traversant les laines, il s'évapore, ou bien qu'il forme ensuite un affluent de la Sauce ou du Colorado. Nous avons dormi dans un village, qui est un petit endroit entouré de jardins, et qui forme la zone cultivée la plus au sud de la province de Mendoza ;.. il est à cinq lieues au sud de la capitale. La nuit j'ai vécu une attaque (car ceci ne mérite pas d'autre nom) de Benchuca (une espèce de Reduvius), la grande punaise noire de la Pampa. Il est très répugnant de sentir ce doux insectes sans ailes, mesurant environ un pouce de long, rampant sur son corps. Avant sucer le sang, ils sont assez minces, mais ils deviennent ensuite arrondis et gonflé de sang, et dans cet état sont facilement écrasés. On les trouve aussi dans les parties nord du Chili et au Pérou. J'en pris l'un d'entre eux à Iquique, il était à jeun. Lorsqu'il est placé sur une table, et bien entouré par des gens, si un doigt lui a été présenté, l'insecte déploie immédiatement son suçoir et l'enfonce dans son hôte. Si on les laisse, prélever du sang, aucune douleur n'est causé par la blessure. Il est curieux de voir son corps pendant l'acte de succion ; comme il change en moins de dix minutes, passant d'une forme plate comme une galette à une forme globulaire. Après ce festin, redevable pour le benchuca à l'un des officiers, l'insecte est resté gros durant quatre mois ; mais, dès la première quinzaine, l'insecte était tout à fait prêt à avoir un autre repas de sang.
 Une hypothèse médicale non vérifiée est que la maladie que Darwin a subi toute sa vie pourrait être une maladie parasitaire acquise lors de son voyage en Argentine, peut-être via des triatomines, mais Darwin ne mentionne pas de fièvre après cet épisode (une fièvre suit généralement la première infection). La maladie de Darwin a fait l'objet de nombreuses spéculations, mais deux points sont reconnus : il a été exposé à des triatomes, les symptômes de sa maladie sont compatibles avec une maladie chronique de Chagas.
Une trentaine d'espèces sont décrites au XIXe siècle, et une centaine de plus au XXe siècle. En 1908, Carlos Chagas découvre le protozoaire agent de la maladie de Chagas, dans le tube digestif de la punaise Triatoma megista, renommée Panstrongylus megistus. Le travail de Lent et Wygodzinsky, publié en 1979, sur les subdivisions des triatomes en tribus et genres est resté un classique de référence.
Jusqu'en 1998, la classification des triatomes reposait sur une taxonomie classique basée sur des critères morphologiques (tête, thorax, parties génitales…). Cependant d'autres approches (biologiques, biochimiques, génétiques…) indiquent que la morphologie des triatomes est instable, qu'il existe à la fois un polymorphisme lié aux modifications de l'environnement (taille, couleur, comportement…) d'une même espèce, et une convergence morphologique entre espèces différentes,.
Au XXIe siècle, ces considérations ont amené l'apparition d'une « taxonomie intégrative » qui prend en compte ces différentes approches (de la biologie moléculaire à l'éthologie) tout en respectant le concept de barrière reproductive ou isolement reproductif pour la définition biologique d'une espèce.